# Luis Rey
Luis V. Rey (1955) è un artista e illustratore spagnolo naturalizzato messicano.
È divenuto famoso grazie alle sue opere innovative riguardanti la paleoarte dei dinosauri, svolte ad esempio in collaborazione con Robert T. Bakker, create per promuovere lo sviluppo degli studi al riguardo dell'esistenza dei dinosauri piumati. Luis V. Rey è un membro attivo della SVP (Society of Vertebrate Paleontology) e della Dinosaur Society. Vive con sua moglie Carmen a Londra nel Regno Unito.

## Paleoarte dei dinosauri

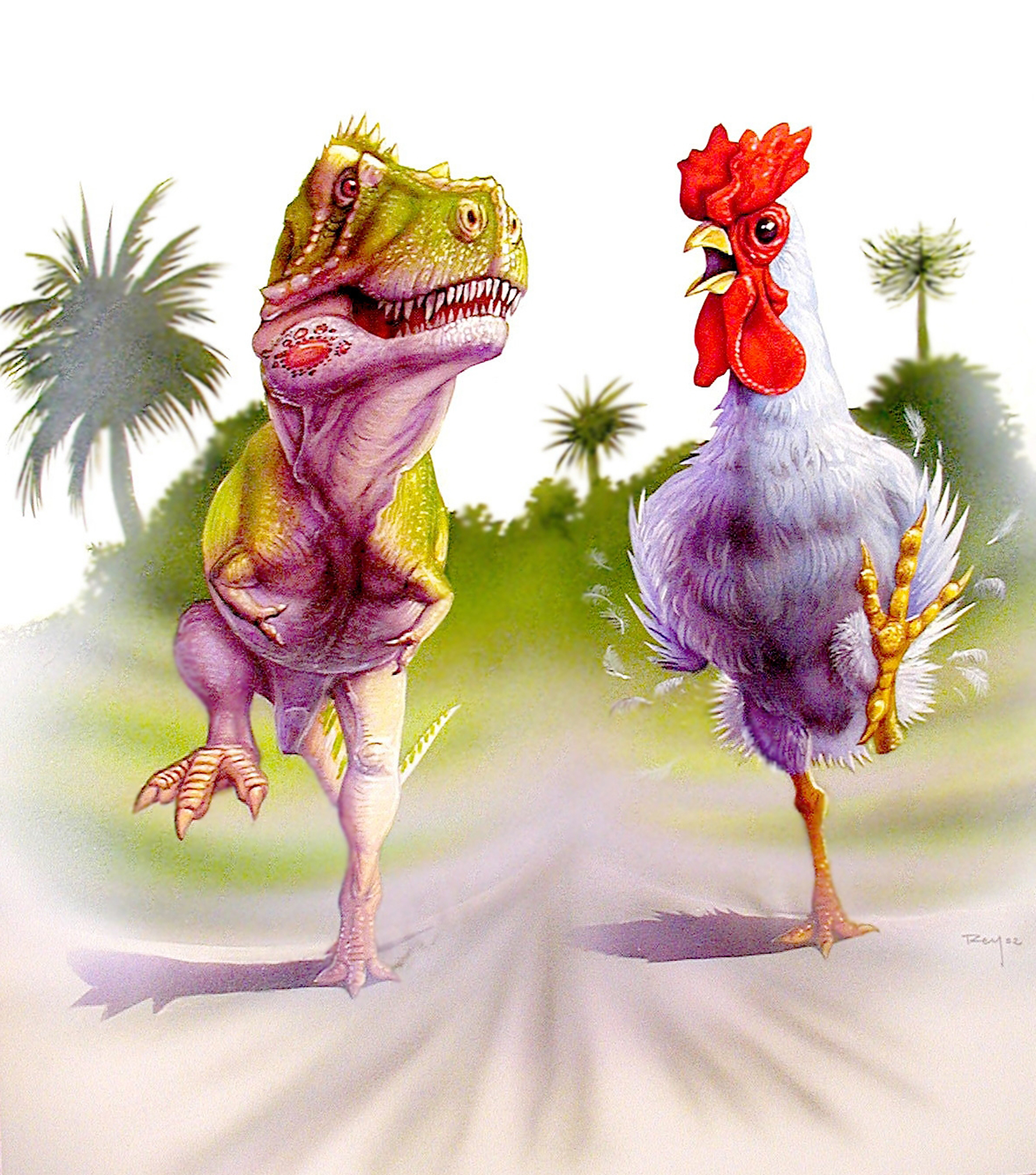
Un'illustrazione di Luis Rey

Rey ha lavorato su diverse installazioni in musei e mostre, è stato consulente per la modellazione di un dinosauro in altri media, come ad esempio il documentario televisivo Walking with Dinosaurs trasmesso dalla BBC. È stato un pioniere del dibattito sui dinosauri piumati dal 1988. Ha inoltre collaborato con lo scultore Charlie McGrady nella costruzione di un Velociraptor piumato (1997) e con molti altri artisti. Recentemente ha svolto numerose conferenze e mostre per la Città della scienza (Napoli) in collaborazione con Marco Signore e per UNAM di Città del Messico, affiancato a René Hernandez.
Altre collaborazioni includono i bestseller Dinosaurs di Random House: The Most Complete, Up-to-Date encyclopedia for Dinosaurs lovers of all ages con Thomas R. Holtz Jr., il libro animato Dinosaurs in the round con Jen Green e cinque libri con il paleontologo Robert T. Bakker.
L'originale paleoarte di Rey è apprezzata dai collezionisti specializzati come John J. Lanzendorf.
Nel 2008 Rey ha ricevuto il premio "Society of Vertebrate Paleontology Lanzendorf PaleoArt Prize" per l'arte bidimensionale della sua opera Gigantoraptor vs Alectrosaurus.

## Illustrazione dei libri
Le illustrazioni originali di dinosauri create da Rey sono state pubblicate su circa 40 libri di illustrazione di dinosauri per una grande varietà di lettori, dall'enciclopedia di Dorling Kindersley a Dinosaurs of the Isle of Wight (Martill and Naish 2001, Paleontological Association).
La commissione del illustrazione di Rey viene usata anche nelle copertine di circa 60 libri di fantascienza, fantasy e horror; in particolare anche su diverse edizioni delle opere di fantascienza dello scrittore polacco Stanisław Lem.

## Altre arti
L'arte messicana ha una forte influenza nell'arte privata e politica di Rey, in termini di gamma di colori vivaci e l'uso di oggetti simbolici risonanti per comunicare significati specifici pertinenti all'oggetto. Uno sprazzo di surrealismo - per esempio, le nuvole su un cielo blu che richiamano l'opera di Magritte - può essere trovato accanto a elementi più vicini al simbolismo o al realismo magico.
Per molti anni ha anche collaborato con artisti della ceramica famosi Tiburzio, Carlos e Israele Soteno da Metepec, Edo de México e con l'artista Octavio Gómez alla San Carlos Academy di Città del Messico.